# Yuanwang
Król Yuan z dynastii Zhou (chiński: 周元王; pinyin: Zhōu Yúan Wáng) – dwudziesty siódmy władca tej dynastii i piętnasty ze wschodniej linii dynastii Zhou. Rządził w latach 475-469 p.n.e. Jego następcą został jego syn, Zhendingwang.